# Camden Township (comté de Ray, Missouri)
Pour les articles homonymes, voir Camden Township.
Camden Township est un ancien township, situé dans le comté de Ray, dans le Missouri, aux États-Unis,.
Le township est fondé en 1841 et baptisé en référence à la ville de Camden.

### Source de la traduction
- (en) Cet article est partiellement ou en totalité issu de l’article de Wikipédia en anglais intitulé « Camden Township, Ray County, Missouri » (voir la liste des auteurs).